# Ledesma (Salamanca)
Ledesma ist eine nordwestspanische Kleinstadt und eine Gemeinde (municipio) mit 1.517 Einwohnern (Stand: 2024) in der Provinz Salamanca in der Autonomen Gemeinschaft Kastilien-León. Das historische Ortszentrum ist seit dem Jahr 1975 als Kulturgut (Bien de Interés Cultural) in der Kategorie Conjunto histórico-artístico anerkannt.

## Lage und Klima
Die Kleinstadt Ledesma liegt oberhalb des Río Tormes im Nordwesten der Provinz Salamanca in einer Höhe von ca. 780 m. Die Provinzhauptstadt Salamanca ist ca. 36 km in südöstlicher Richtung entfernt. Das Klima im Winter ist oft rau, im Sommer dagegen meist gemäßigt und warm; der eher spärliche Regen (ca. 460 mm/Jahr) fällt überwiegend im Winterhalbjahr.

## Bevölkerungsentwicklung
| Jahr      | 1857  | 1900  | 1950  | 2000  | 2018  |
| Einwohner | 3.121 | 3.399 | 2.806 | 1.954 | 1.636 |

Zur Gemeinde gehören auch mehrere bereits (nahezu) verlassene Weiler (despoblados). Infolge der Mechanisierung der Landwirtschaft und der Aufgabe von bäuerlichen Kleinbetrieben sind die Bevölkerungszahlen sowohl in den Dörfern der Umgebung als auch in der Kleinstadt selbst seit der Mitte des 20. Jahrhunderts auf den derzeitigen Tiefststand zurückgegangen.

## Wirtschaft
Die Landwirtschaft, vor allem die Viehzucht, spielt traditionell die größte Rolle im Wirtschaftsleben der Kleinstadt. Daneben fungiert der Ort bis heute als Handels-, Handwerks- und Dienstleistungszentrum für die Dörfer und Weiler in der Region. Einnahmen aus dem Tourismus in Form der Vermietung von Ferienwohnungen (casas rurales) sind in den letzten Jahrzehnten hinzugekommen.

## Geschichte

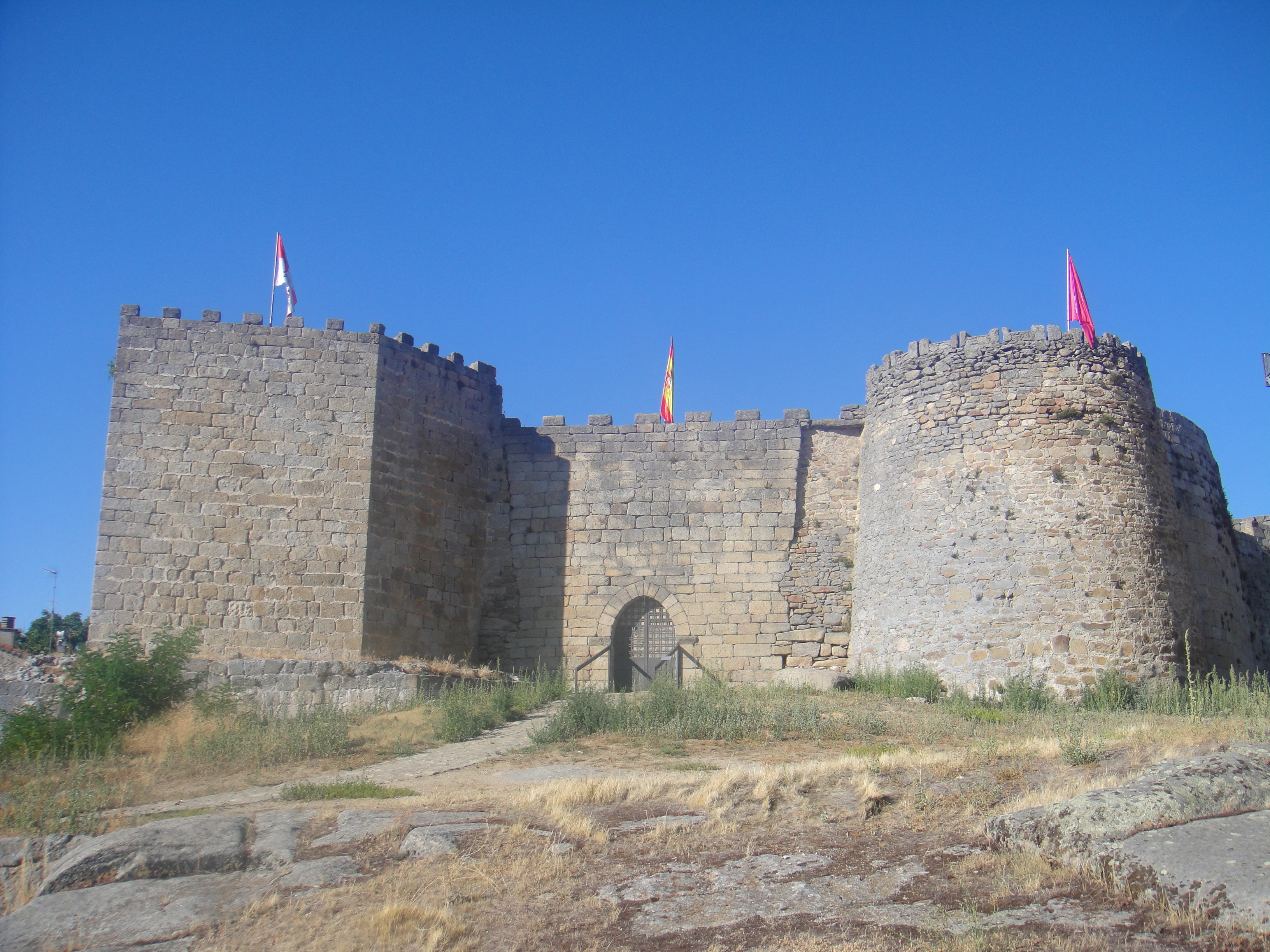
Ledesma – Burgtor

Der Ort existierte wohl schon in keltischer Zeit; die Römer nannten ihn Bletisa. Im 8. Jahrhundert wurde der Ort von arabisch-maurischen Heeren erobert; seine Rückeroberung (reconquista) geschah unter König Ramiro II. von León im Jahr 939. Die anschließende Wiederbevölkerung (repoblación) durch Christen aus dem Norden der Iberischen Halbinsel sowie aus anderen Gegenden Europas wurde im 10. Jahrhundert wiederholt von maurischen Gegenangriffen unterbrochen. Von Ferdinand II. erhielt der Ort wegen seiner Nähe zum rivalisierenden Königreich Portugal im Jahr 1161 ein eigenes Stadtrecht (fuero); auch eine Burg (castillo) und eine Stadtmauer (muralla) wurden gebaut. Verschiedene Ordensgemeinschaften errichteten insgesamt 7 Kirchen. Im ausgehenden 13. Jahrhundert gehörte Ledesma zum Besitz des Infanten Don Pedro, der jedoch bereits im Jahr 1283 im Alter von 23 Jahren hier verstarb; seine gesamten Besitztümer fielen an seinen Sohn Sancho. Nach dessen Tod (1312) fielen sie an die Krone zurück. Im Jahr 1462 verlieh Heinrich IV. den – bis heute existenten – Grafentitel von Ledesma an seinen langjährigen Berater und Günstling Beltrán de la Cueva, der zwar ein Jahr später in Ungnade fiel, seine Titel jedoch weitgehend behielt. Im 15. und 16. Jahrhundert erlebte die Stadt ihre Blütezeit.

## Sehenswürdigkeiten

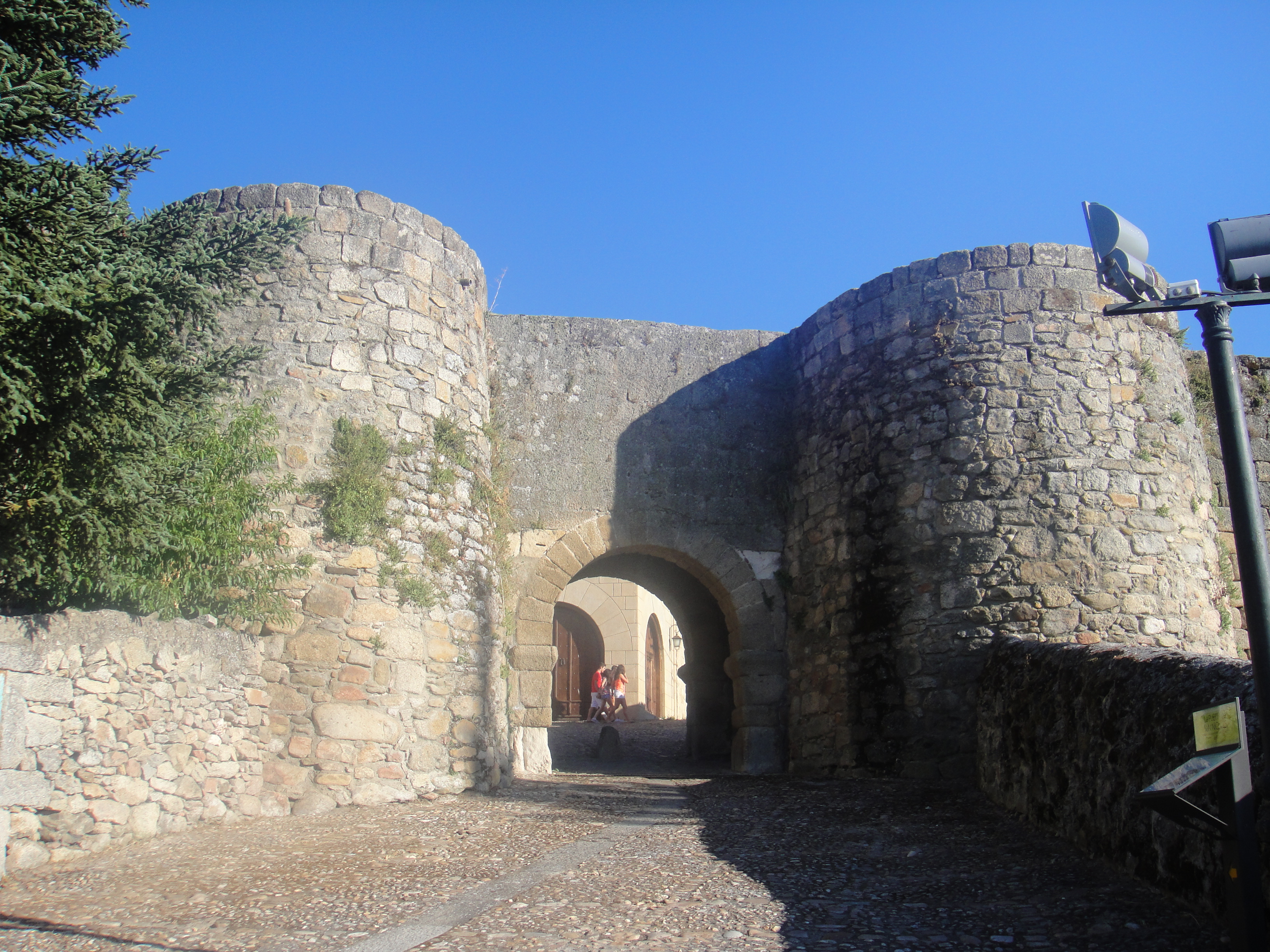
Ledesma – Stadttor

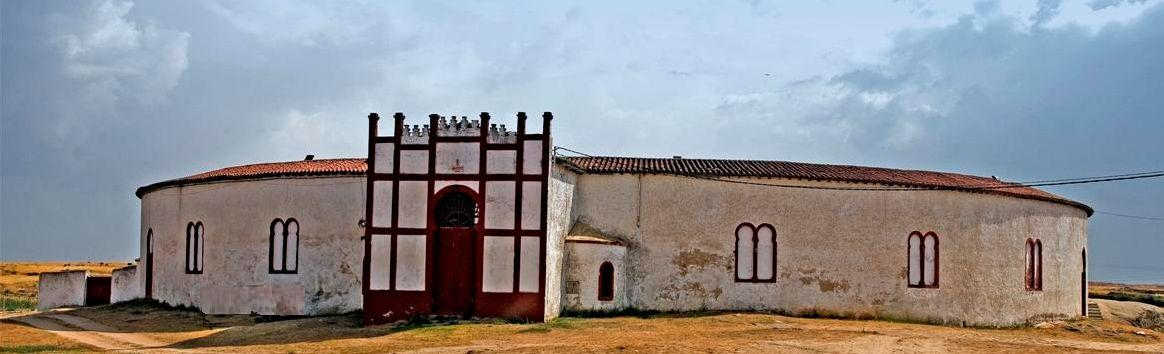
Ledesma – Plaza de Toros

- Die einst den Ort dominierende Burg stammt aus dem 12. Jahrhundert; sie wurde jedoch immer wieder umgestaltet. Heute beeindrucken noch das Burgtor und der Burghof. Im Bereich des ehemaligen Burggeländes steht ein kopfloser „Stier“ aus Granit (verraco). Unterhalb der Burg sind Felsenkeller (bodegas) und Pulvermagazine (polvorines) in den Fels gehauen worden.[5]
- Wichtigste Kirche der Stadt ist die im 15. Jahrhundert in gotischem Stil an alter Stelle neuerbaute einschiffige Iglesia de Santa María la Mayor, deren Apsis im 18. Jahrhundert im Stil des Klassizismus neugestaltet wurde. Im Kirchenschiff (nave) befindet sich das Grabmal des Infanten Don Sancho.
- Die nur mit einem Glockengiebel (espadaña) versehene Iglesia de San Miguel zeigt trotz späterer Umbauten ihren romanischen Ursprung. Das Portal stammt aus dem Jahr 1784; der Hauptaltar stammt aus dem Jahr 1767.
- Die außerhalb der Stadtmauer befindliche Iglesia de Santa Elena ist ein spätromanischer Bau mit einer um mehrere Stufen erhöhten Apsis. Die Kirche birgt eine Statue des hl. Bartholomäus aus dem 16. und ein imposantes Altarretabel (retablo) aus dem 18. Jahrhundert.[6]
- Das Rathaus ist in einem Stadtpalast mit schönem Innenhof aus dem 16./17. Jahrhundert untergebracht. Andere Palacios bereichern das Ortsbild.[7]
- Auf freiem Gelände südlich der Altstadt befindet sich die in den Jahren 1914/15 erbaute Stierkampfarena (Plaza de Toros).